# Immunodifusió radial
La immunodifusió radial, també coneguda com a tècnica de Mancini, és una tècnica d'anàlisi de tipus quantitatiu per determinar els nivells de proteïnes plasmàtiques d'una mostra. S'utilitza clínicament per detectar la quantitat d'anticossos IgG, IgM i IgA que hi ha en el sèrum d'un individu. Es tracta d'una tècnica lenta i poc sensible. Aquesta tècnica s'empra per diagnosticar la presència d'antígens, anticossos i proteïnes a diferents sèrums, com el plasma sanguini, l'orina o el líquid cefalorraquidi.

## Fonament de la tècnica

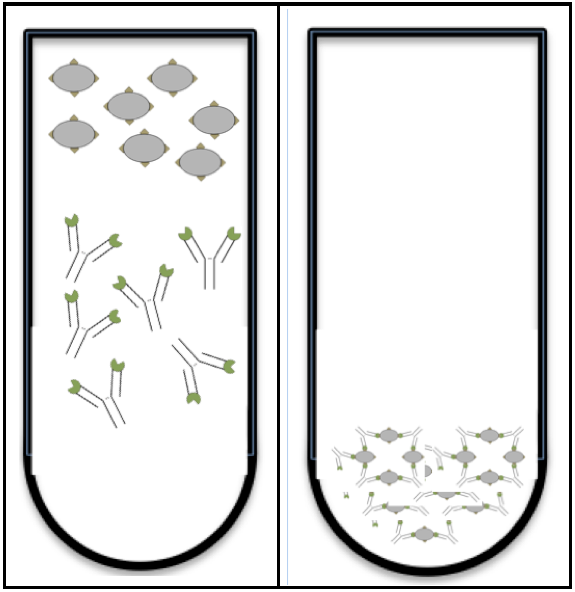
Quan posem una mostra a un suport amb Ac específics, els epítops (marró) interaccionen amb la regió hipervariable dels anitcossos (verd) i formen grans agregats que precipiten.

La tècnica d'immunodifusió radial és una tècnica d'immunoprecipitació en medi sòlid. Aquestes tècniques es basen en el fet que l'antigen és soluble a la mostra que s'investiga, però al formar el complex antigen-anticòs, aquest es torna insoluble i precipita. L'observació del precipitat és el que permet detectar la presència o l'absència de l'antigen que busquem.
La reacció antigen-anticòs (Ag-Ac) és una unió molecular entre l'epítop (antigen) i la regió hipervariable d'un anticòs, mitjançant interaccions no covalents. Aquestes unions dèbils poden ser ponts d'hidrogen, forces iòniques, forces de van der Waals i interaccions hidròfobes. Aquestes forces només es converteixen en agents d'unió efectiva quan tenen lloc a distàncies molt curtes.
Com més complementàries són les configuracions moleculars de l'epítop i l'anticòs, més unions secundàries es formen entre l'antigen i l'anticòs, i és més difícil que aquest complex es trenqui.

## Procediment
Aquesta tècnica utilitza un suport sòlid gelificat on es difonen l'anticòs i l'antigen. S'acostumen a utilitzar medis d'agar noble o agarosa dissolta en solucions d'electròlits tamponades.
Així doncs, la tècnica comença amb la preparació del suport adient per a la mostra que investiguem. Amb aquesta finalitat s'addiciona l'anticòs per a l'antigen que busquem al suport de gel. Quan el suport ja és estable, es perforen uns petits pous per a la injecció de la mostra.
Els pous s'omplen amb mostres de concentracions conegudes per a la construcció de la corba de calibratge. També s'hi poden col·locar les mostres que s'investiguen, o bé es pot utilitzar un altre suport nou amb aquesta finalitat.
Un cop posades les mostres als pous, l'antigen en solució es difon en el gel fins que la concentració d'aquest és l'adient per a la formació d'un immunocomplex que precipiti. Si la concentració és molt alta o molt baixa, l'immunocomplex que es forma no és precipitant. Quan es forma el precipitat antigen-anticòs en forma d'anell estable hi ha complex Ag-Ac en tota la zona circumdant al pou delimitada per la línia de precipitat. Aquesta és coneguda com la zona d'equivalència. Generalment calen entre 24 i 48 hores per tal que la difusió òptima tingui lloc i la precipitació es faci evident.
Amb les mostres de concentracions conegudes es traça una corba de calibratge comparant la concentració d'antigen amb el radi dels anells. A partir d'aquesta corba de calibratge lineal, la presència i la quantitat d'antigen en les mostres desconegudes poden ser determinades.

## Interpretació de resultats de la prova

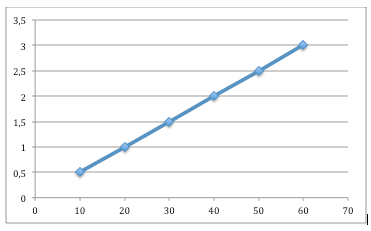
Corba de calibratge. A l'eix Y radi de la circumferència; a l'eix X [Ag] en U/ml

Tot i que no es tracta d'una tècnica gaire sensible, utilitzant-la podem fer una valoració qualitativa així com una valoració quantitativa aproximada de l'antigen.
Per tal de fer la valoració qualitativa hem d'observar el suport de gel i tractar de detectar la línia de precipitat. Si n'hi ha, això ens indica que a la mostra que investiguem hi ha l'antigen que busquem. En cas contrari, si no detectem la línia de precipitat, això ens indica que a la mostra no s'hi troba l'antigen o bé que no s'hi troba en suficient concentració com per formar l'immunocomplex precipitant.
Per tal de fer la valoració quantitativa, per començar cal que la qualitativa ens indiqui que hi ha presència d'antígens. En cas que així sigui, s'ha de mesurar el radi de la circumferència que queda limitada per la línia de precipitat i comparar-la amb la corba de calibratge. D'aquesta manera som capaços d'obtenir la concentració aproximada de l'antigen a la mostra que investiguem.